# Eosentomon puertoricoense
Eosentomon puertoricoense är en urinsektsart som beskrevs av Josef Nosek 1978. Eosentomon puertoricoense ingår i släktet Eosentomon och familjen trakétrevfotingar. Inga underarter finns listade i Catalogue of Life.